# Ivor Roberts

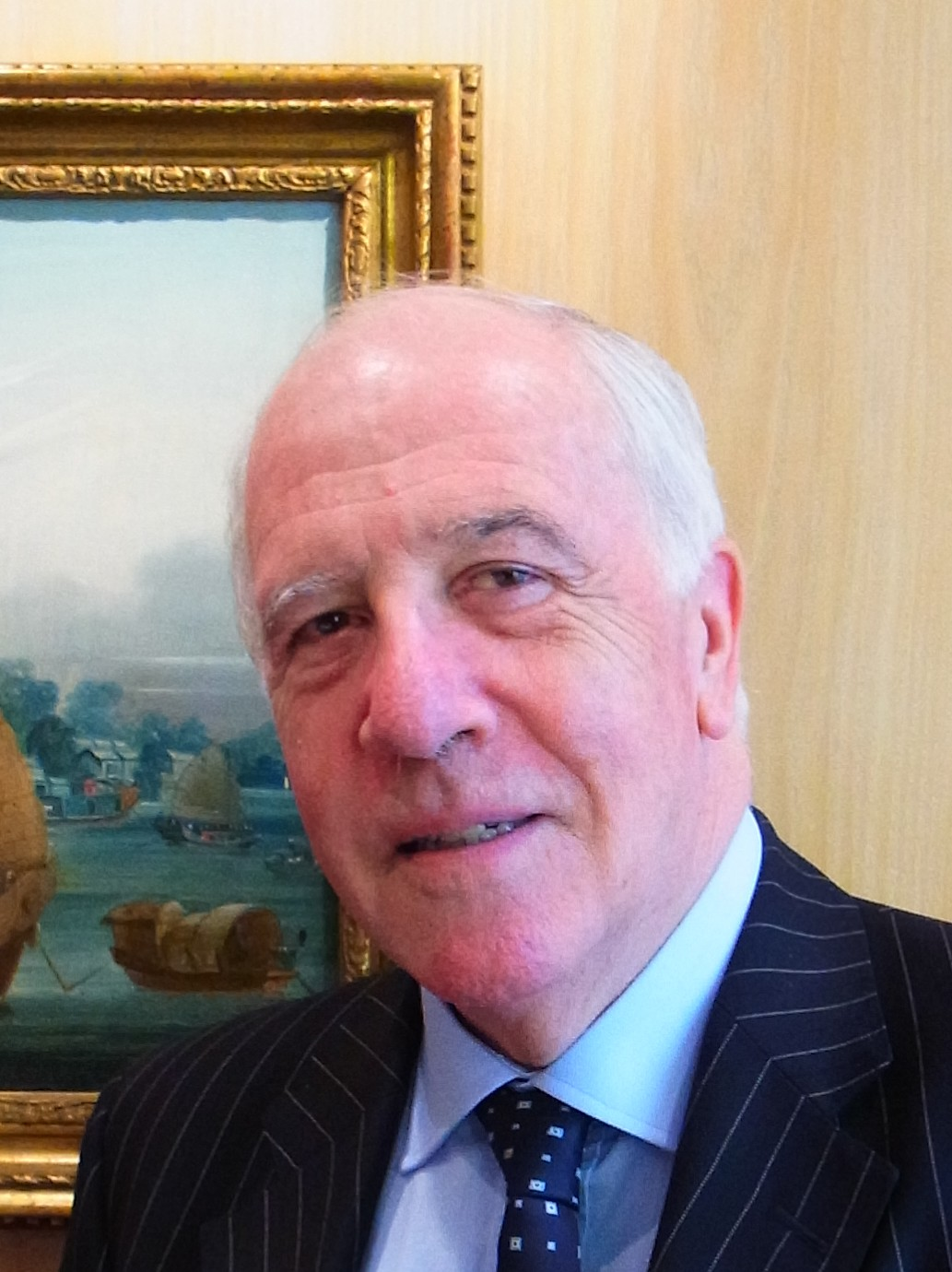
Sir Ivor Roberts (2011)

Sir Ivor Roberts KCMG (* 1946 in Liverpool) ist ein ehemaliger britischer Diplomat, der das Vereinigte Königreich als Botschafter in Jugoslawien, Irland und Italien vertrat. Seit 2006 ist er Präsident des Trinity College der University of Oxford.

## Leben
Nach seinem Studium in Oxford (Keble College) erhielt er 1968 sein Diplom und begann, als Sprachwissenschaftler für das Foreign and Commonwealth Office zu arbeiten. 1992–1998 war er britischer Botschafter in der neugegründeten Bundesrepublik Jugoslawien (später Serbien und Montenegro), 1999–2003 in Irland und 2003 in Italien.
2000 wurde er zum Ritter des Order of St. Michael and St. George erhoben. 2004 sorgte seine Äußerung, dass die Politik des US-Präsidenten George W. Bush zu immer mehr Terrorismus führe, zu einer kontroversen Debatte. Sein unverblümter Abschiedsbericht als Botschafter in Italien wurde durch eine Indiskretion 2006 öffentlich und führte schließlich dazu, dass das Foreign and Commonwealth Office die lange Tradition der Diplomaten-Abschiedsberichte beendete.
Ivor Roberts ist mit der australischen Balkan-Expertin Elizabeth Smith verheiratet, sie haben zwei Söhne und eine Tochter. Nach dem Scheitern der Wiener Troika-Gespräche über die Zukunft des Kosovo sprach sich Roberts 2007 für eine Teilung des Kosovo aus.
2012 äußerte sich Roberts gegenüber dem serbischen Sender B92 wiederholt für einen Gebietstausch zwischen Serbien und Kosovo. Demnach soll Nordkosovo an Serbien und das Preševo-Tal an Kosovo kommen. Falls dies die Stimmbürger wünschen, würde er auch eine Vereinigung dieses Kosovo mit Albanien befürworten. Auf diese Weise käme es auf dem Balkan anhaltend zu Frieden.